# 大橋健
大橋 健（おおはし けん、1939年8月18日 - ）は、日本の実業家。ペトロルブ・インターナショナル株式会社代表取締役社長を務めた。

## 来歴
東京都出身。駒澤大学卒業。ペトロルブ・インターナショナル社長に就任。

## ペトロルブ・インターナショナル
1978年9月設立、東証一部上場企業。日本におけるBPの輸入・製造販売権を持ち、ブランドオイル製品の企画・開発・製造・輸入・販売を行う。ダッカムス (Duckhams)なども取り扱った。
2005年、BPジャパン・ルブリカンツ株式会社と合併。「ペトロルブ」を存続会社とし、自動車潤滑油事業を統合。社名をBPカストロール株式会社に変更した。